# 電通メディアイノベーションラボ
電通メディアイノベーションラボ（でんつうメディアイノベーションラボ、英語: Dentsu Media Innovation Research Department）は、株式会社電通社内のシンクタンク。
メディアや広告に関する研究調査、対外的な情報発信を行っている。旧称は、電通総研メディアイノベーション研究部。

## 主な活動
毎年2月頃に発表される「日本の広告費」の取りまとめ、1994年から毎年発刊されている『情報メディア白書』の企画・編集・執筆を担当している。
その他、マスメディアの動向やオーディエンスのあり方、インターネットメディアのトレンドについて、調査知見を活かした情報発信を進めている。